# عزة النص
عزَّة النص (1331- 1396 هـ / 1912- 1976 م) باحث وكاتب وأديب وسياسي سوري، ومفكِّر عربي، حاصل على دكتوراه دولة من جامعة السوربون في الجغرافيا، وأستاذ جامعي، ووزير التربية، ووزير الدفاع والخارجية، ورئيس الحكومة السورية بعد الانفصال، ورئيس الدولة السورية. وهو الأخ الأكبر للدكتور إحسان النص.

## ولادته وتحصيله
وُلد عِزَّة بن صالح بن عبد الله النص في دمشق عام 1331هـ/ 1912م، لأسرة دمشقية قديمة عُرفت بالعلم والفضل والتجارة، قدِمَ أجدادها من إدلب. تعلَّم في مدارس دمشق ونال شهادة الدراسة الثانوية من مكتب عنبر. وأوتي موهبةً أدبية مبكِّرة.
عُيِّن معيدًا في تجهيز دمشق عام 1931- 1932، ثم أوفد إلى فرنسا عام 1933 للدراسة على نفقة وِزارة المعارف، وتخصَّص هناك بدراسة الجغرافيا، وحصل على الإجازة فيها (ليسانس) عام 1936. ثم عاد إلى بلده معلِّمًا في حِمْص ودمشق. ثم رجع إلى فرنسا مرَّة أُخرى وتابع دراسته العليا، حتى نال شهادة دكتوراه دولة من جامعة السوربون، عام 1947.

## عمله ووظائفه
عمل مدرِّسًا في مدرسة تجهيز حِمص لمادَّة الاجتماعيات من عام 1936 إلى 1939، ومن طلَّابه فيها الدكتور شاكر الفحَّام. ثم أعيد إلى دمشق أستاذًا في تجهيز البنات ودار المعلِّمات بدمشق، وعُيِّن عام 1945 مديرًا عامًّا للتعليم الابتدائي، ومفتِّشًا للتعليم الثانوي، ومديرًا للبعَثات العلمية، ومديرًا للتعليم الخاصِّ.
وبعد حصوله على الدكتوراه عام 1947 عمل مفتِّشًا عامًّا للبعَثات العلمية في أوربا، وفي عام 1949 مديرًا للتعليم الثانوي، ومديرًا للجنة التربية والتعليم. وفي عام 1952 عُيِّن مدرِّسًا للجغرافيا البشرية في قسم الجغرافيا بكلية الآداب في الجامعة السورية (جامعة دمشق). ورئيسًا لتدريس الجغرافيا في المعهد العالي للمعلِّمين.
سُمِّي عضوًا في مجلس إدارة مديرية الآثار العامَّة بدمشق عام 1953. وألقى محاضرات على طلبة قسم الدراسات الاقتصادية والاجتماعية، في معهد الدراسات العربية العالية، بالقاهرة، التابع لجامعة الدول العربية، في العام الدراسي 1954- 1955.
وبعد مغادرته العمل السياسي عام 1962 تفرَّغ لعمله العلمي والثقافي في جامعة دمشق، وانقطع للبحث والكتابة. ثم عمل مدرِّسًا في كلية الآداب بجامعة الرياض في السعودية، وعيِّن عميدًا للكلية.

## نشاطه السياسي
خاض المجالَ السياسي حين اختير سكرتيرًا خاصًّا للرئيس شكري القُوَّتلي عام 1955. ثم استَوزَرَه مأمون الكزبري في حكومة الانفصال الأولى عام 1961، وزيرًا للتربية والتعليم والثقافة والإرشاد القومي، وكان من الوزراء ذوي الخبرات والتخصُّصات (تكنوقراط)، على شاكلة عوض بركات، وعدنان القوَّتلي، وعبد الرحمن حورية، ومصطفى البارودي.
ثم اختاره عبد الكريم النحلاوي قائدُ انقلاب الانفصال وزيرًا للدفاع والخارجية، ورئيسًا للحكومة، بعد إقالة الدكتور مأمون الكزبري، أو بعد تقديم وِزارة الكزبري استقالتها تحت ضغط الجيش. وكان النص بذلك أولَ رئيس حكومة مستقل، بعد 50 يومًا من انقلاب الانفصال. وألقى النص بيانًا في اليوم الأول قدَّم فيه الشكر لمأمون الكزبري على ما بذله للوطن من خِدْمات. وأعلن أن حكومته استمرارٌ لحكومة الكزبري، في مبادئها ووسائلها وغاياتها، وأنه سيكون من أعظم أهدافه إجراء الانتخابات في موعدها، وفي جوٍّ من النزاهة والطُّمَأنينة.
واستمرَّ النص في رئاسة الحكومة الحيادية 32 يومًا فقط، من 20 نوفمبر (تشرين الثاني) إلى 22 ديسمبر (كانون الأول) من عام 1961. وتولَّى مهام رئيس الدولة مدَّة 24 يومًا فقط، من 20 نوفمبر (تشرين الثاني) إلى 14 ديسمبر (كانون الأول) عام 1961. ورأسَ النص وزارة انتقالية أشرفت مع العسكر على إجراء الانتخابات النيابية في ديسمبر 1961، أسفرت عن انتخاب ناظم القدسي رئيسًا للجمهورية، وعن حكومة دستورية برئاسة معروف الدواليبي.
ومع استيلاء حزب البعث على السلطة في سورية بانقلاب 1963، أصدر مجلس قيادة الثورة، 3 مراسيم بإحالة من أسماهم (أعداء الشعب) على محاكم الأمن القومي، شَمِلَ المرسومان الأوَّلان كبار القادة السياسيين والعسكريين، وفرضَ المرسوم الثالث جزاءَ العَزْل المدَني على أربعين شخصًا لمدَّة عشر سنوات، وكان أحدَ هؤلاء عزة النص، وممَّن معه: عدنان القوَّتلي، وشكيب الجابري، ووجيه الحفَّار، وسامي الدهَّان، وصالح الأشتر، وعدنان المَلُّوحي، ونظيم موصللي!

#### من أقواله
إننا آمنَّا بالوحدة كرسالة، وآمن إخواننا في مصر بها كسياسة!

## مناصبه
- السكرتير الخاص لرئيس الجمهورية.
- وزير التربية والتعليم والثقافة والإرشاد القومي.
- وزير الدفاع والخارجية.
- رئيس الوزراء والحكومة.
- رئيس الدولة السورية.

## آثاره

### مؤلفاته
ألف عددًا من الكتب، وشارك في تأليف عدد آخر من الكتب المدرسة، منها:

1. «تاريخ الغرب والشرق»، لطلاب شهادة الدراسة المتوسطة.
2. «جغرافية بلاد العرب وإفريقيا»، لطلاب شهادة الدراسة المتوسطة.
3. «الجغرافيا العامَّة»، لطلاب الصف العاشر الثانوي.
4. «سكَّان الأرض»، لطلاب الجامعة السورية.
5. «الجغرافية البشرية لسوريا»، لطلاب الجامعة السورية، 1952- 1953.
6. «أحوال السكان في العالم العربي»، معهد البحوث والدراسات العربية، جامعة الدول العربية بالقاهرة، 1955.[18]
7. «الوطن العربي: الاتجاه السياسي والملامح الاقتصادية»، دار اليقظة العربية بدمشق، 1959.[19]
8. المياه ومشاريع الري في بلاد الشام، معهد الدراسات العربية العالية بالقاهرة، 1960.[20]
9. «الاشتراكية عندنا وعند الآخرين»، الاتحاد القومي بدمشق.[21]
10. «الجغرافية الاقتصادية للبلاد العربية».

11. «أحاديث عن شعوب العالم».
12. «أحاديث عن المجتمع السوري».
13. «مقالات وأحاديث».[22]

### مقالاته
كانت له اهتمامات أدبية وفكرية وثقافية، ونشر عددًا من المقالات في المجلات العربية، منها:
1. أسس الثقافة المشتركة، مجلة المعرفة السورية، رئيس التحرير عادل العوَّا، مارس (آذار) 1947.
2. مع الواقدي في فتوح الشام، مجلة الحوليات الأثرية السورية، المجلد 2، الجزء الأول، مديرية الآثار العامَّة بدمشق، 1952.[23]
3. معضلة الترجمة، مجلة الآداب ببيروت، رئيس التحرير سهيل إدريس، أبريل (نَيْسان) 1956.
4. قضية التعايش السِّلمي، مجلة الآداب ببيروت، يونيو (حَزِيران) 1956.[24]
5. ثلاثة أزهار في معرفة البحار لأحمد بن ماجد الملاح العربي، مجلة المجمع العلمي بدمشق، المجلد 33، الجزء الأول، يناير (كانون الثاني) 1958.[25]
6. التاريخ بين القومية والإنسانية، مجلة الآداب ببيروت، عدد أبريل (نَيْسان) 1960.[26]
7. العدد الثائر، مجلة الآداب ببيروت، 1960.[27]
8. دراسات في العالم العربي، مجلة الآداب ببيروت، مارس (آذار) 1961.
9. أسُس وضع الكتاب المدرسي في البلاد العربية، المؤتمر الثقافي العربي الخامس بالرباط، 1961.[28]
10. ثورة على التاريخ العربي، مجلة المعرفة السورية، يونيو (حَزِيران) 1962.
11. عقَبات للتذليل: على طريق النهوض بالمجتمع، مجلة المعرفة السورية، ديسمبر (كانون الأول) 1962.[29]
12. المِزاج الطبيعي لإقليم نجد، مجلة كلية الآداب بجامعة الرياض، المجلد الأول، العدد الأول، 1970.[30]

### مقالات مترجمة
1. حفريات البعثة الأثرية في رأس شمرا للأستاذ كلود شيفر، مجلة الحوليات الأثرية السورية، المجلد 2، الجزء الأول، مديرية الآثار العامَّة بدمشق، 1952.
2. خوذة حِمص للأستاذ هنري سيريغ، مجلة الحوليات الأثرية السورية، المجلد 2، الجزء الأول، مديرية الآثار العامَّة بدمشق، 1952.[8]

## صفاته
- وصفه تلميذه الدكتور شاكر الفحَّام بقوله: «استأثر الدكتور عزة النص، بعلمه الجَمِّ ونشاطه، وجِدِّيته، وحبِّه لطلابه، وحدَبه عليهم، بتعلُّق الطلاب به التعلُّقَ الوثيق، واحترامهم له، وإكبارهم إيَّاه.. وكان يشجِّعني ويشدُّ من عزمي، ويندبني لألقيَ محاضرة على الطلاب، أو أشارك في نقاش. وظلَّ حياتَه كلها ناضرَ الودِّ معي، يحدِّثني حديثَ الزميل لزميله لا الأستاذ لتلميذه، وإن الكلمات لتعجِزُ عن أن أفيَ أستاذي الجليلَ بعضَ حقِّه عليَّ».[5]
- وأبانت الأديبة السورية وداد سكاكيني عن بعض شمائله قائلة: «كان عزة النص من رجال الفكر المعدودين في العالم العربي، أدَّى رسالته بعزم وإيمان، في جامعتَي دمشق والرياض وغيرهما من المعاهد العليا، وفي التأليف والتربية وإعداد تلاميذه من الموهوبين والطامحين.. وكان في حياته وسلوكه يمثِّل الكرامةَ الإنسانية والوطنية، فما حادَ عن كرامته في كفاحه الطويل، البعيد عن الأضواء والضوضاء، ولم تكن عزةُ نفسه التي انعكست على شخصيته وتأبَّت على المَلَق والرياء، إلا سجيَّة موروثة ممَّن أعدَّه لعصره وبلاده. ولو شئنا أن نعدِّد مآثرَ الدكتور عزة في حياته وكفاحه، وفي أسرته والمجتمع الذي عاش فيه لضاق المجال. وحسبُه أنه كان يعمل في صمت لغيره، ويتفقَّد الزملاء والأصدقاء الذين ساروا في دربه طويلًا، ثم دهَمَتهم المِحَن والبَغَتات، فأبى وفاؤه في إقبال الثقة عليه وحمل التبعات إلا أن يردَّهم إلى البشاشة والأمل».[3]

## وفاته
توفي عزة النص في الرياض، عام 1396هـ/ 1976م، عن عمر ناهز أربعةً وستين عامًا، ودُفن فيها.

## الملاحظات
1. ↑  يُكتب اسمه في بعض المصادر (عزت) بالتاء المبسوطة، الموافق لنطق الاسم على طريقة الأتراك.
2. ↑  ذكر عمر رضا كحالة في كتابه "معجم المؤلفين" 2/ 376، وفي "معجم مصنِّفي الكتب العربية في التاريخ والتراجم والجغرافية والرحلات" ص 330، أن تاريخ وفاة عزة النص: 1390هـ/ 1970م، وهو خطأ!

## وصلات خارجية
- أرشيف الشارخ للمجلات الأدبية والثقافية العربية، مقالات عزة النص (15) مقالة.